# Shaykh Ali
Sheikh Ali, Hama (tiếng Ả Rập: الشيخ علي) là một ngôi làng Syria nằm ở phó huyện Salamiyah thuộc huyện Salamiyah, Hama. Theo Cục Thống kê Trung ương Syria (CBS), Sheikh Ali, Hama có dân số 990 trong cuộc điều tra dân số năm 2004.